# Christian Due-Boije
Christian Due-Boje, född 12 oktober 1966, är en svensk ishockeyspelare som 1994 tog guld i OS i Lillehammer. Har spelat i Malmö Redhawks. Due-Boje fostrades i Hammarby IF och spelade för dem i såväl Division I som en säsong i Elitserien. Säsongen 1987 gick Due-Boje från Hammarby IF till Djurgården.
Due-Boje arbetar i dag på Djurgårdens IF:s ishockeyförenings marknadsavdelning.
Bor i Vendelsö.